# ستيفانو مينيلي
ستيفانو مينيلي (بالإيطالية: Stefano Minelli)‏ (5 مارس 1994 ببريشا في إيطاليا - ) هو لاعب كرة قدم إيطالي في مركز حراسة المرمى. لعب مع نادي بريشيا.

## روابط خارجية
- ستيفانو مينيلي على موقع قاعدة بيانات كرة القدم.إي يو (الإنجليزية)
- ستيفانو مينيلي على موقع Soccerway.com (الإنجليزية)